# Масса, Джузеппе
Джузе́ппе Ма́сса (итал. Giuseppe Massa; 26 апреля 1948, Неаполь — 17 октября 2017, Неаполь) — итальянский футболист, игравший на позиции атакующего полузащитника.

## Биография

### Клубная карьера
Масса начинал карьеру в «Интернаполи», откуда затем в 1966 году перешёл в «Лацио».
В составе «бело-голубых» он отыграл шесть сезонов и в 1969 году выиграл Серию B. Всего в составе «Лацио» он отыграл 137 матчей и 31 гол, став при этом в 1968 году основным игроком. Летом 1972 года перешёл в «Интернационале», в котором отыграл два сезона, сыграл 43 матча и забил 4 гола. Летом 1974 года Масса присоединился к «Наполи», который в те годы тренировал Луис Винисио. В составе неаполитанского клуба Масса отыграл четыре сезона и выиграл Кубок Италии в 1976 году
В 1978 году Масса перешёл в «Авеллино 1912», в котором отыграл три сезона. Его последним клубом в карьере стала «Кампания», в которой в 1984 году он завершил игровую карьеру.

### Смерть
Скончался 17 октября 2017 года в Неаполе в возрасте 68 лет от остановки сердца.

## Достижения
«Лацио»
- Чемпион Серии B (1): 1968/1969

«Наполи»
- Обладатель Кубка Италии (1): 1975/1976